# Тепич (Кинтана-Роо)
Тепи́ч (исп. Tepich) — малый город в Мексике, штат Кинтана-Роо, входит в состав муниципалитета Фелипе-Каррильо-Пуэрто. Численность населения, по данным переписи 2020 года, составила 3585 человек.

## Общие сведения
Название Tepich с юкатекского языка можно перевести как — место дерева пич.
Поселение было основано в доиспанский период, и являлось религиозной столицей майянской провинции Кочуах.
В 1549 году Тепич упоминается в списках уплаченных податей с населением 1530 человек.
В 1847 году в Тепиче началось восстание коренных жителей, переросшее в юкатанскую войну рас.
Местный вождь Сесилио Чи собрал вождей из ближайших поселений: Мануэля Антонио Ау и Хасинто Пата, чтобы устроить заговор против правительства Юкатана и Кампече.
26 июля 1847 году заговор был раскрыт, а Мануэль Антонио Ау расстрелян. Правительственные войска прибыли в Тепич, чтобы арестовать Сесилио Чи, но не нашли его, и 29 июля сожгли несколько хижин и избили коренных жителей. За это 30 июля 1847 года Сесилио Чи убил всех белых жителей деревни.

## Население
| Год  | Численность | Численность |
| ---- | ----------- | ----------- |
| 2000 | 2145        | [ 5 ]       |
| 2005 | 2573        | [ 6 ]       |
| 2010 | 2753        | [ 7 ]       |
| 2020 | 3585        | [ 8 ]       |